# 전운사
전운사(轉運使)는 재정을 관리하는 로의 장관이다. 처음 설치된 것은 당의 개원(開元) 연간이며 강남의 생산력 발전에 따라서 강남에 대한 당 황실의 재정적 의존이 높아지므로 세량(稅粮) 기타 물자를 수도로 수송하기 위해 총감독으로 임명된 것이었다. 그 후 번진(蕃鎭)의 세력이 증대함에 따라서 한때 세력이 약해졌으나 송대에 이르러 경제상의 요지에 놓여졌으며, 변방(邊防)·치안·재판까지도 담당한 일이 있었다. 또 절도사가 장악하고 있던 주(州)내의 재정권을 빼앗고 1노 내의 재정·행정을 담당하여 지방 행정의 요직이 되었다.